# Laguna Pomacanchi
La laguna Pomacanchi es un espejo de agua que está ubicado entre los distritos de Pomacanchi y Acopía, en la provincia de Acomayo, en el departamento del Cuzco, Perú. Se encuentra a una altitud de 3 669 m s. n. m. en la parte alta del río Urubamba o Vilcanota, a una distancia de 104 km de la ciudad de Cusco. 
El espejo de agua cubre una superficie de 2 120 hectáreas. Presenta una superficie irregular: alargada de sur a norte. Tiene unos 140 metros de profundidad, un largo de 7760 metros y un ancho de 4270 metros. Y está rodeada de algunos acantilados hacia el sur; y de una zona pantanosa hacia el oeste, debido a la desembocadura de los ríos Pomacanchi, Thupahuiri y Marcaconga. Así mismo, la laguna presenta un efluente que entrega sus aguas al río Vilcanota: el río Cebadapata.

## Clima
La temperatura de sus aguas verde azulado oscila entre 9 °C y 15 °C). 

## Flora y Fauna
La laguna de Pomacanchi concentra una gran variedad de flora (totora, mirmi, llachu, cjoyo, ceqa, matajillo, chinqui y pastos naturales), una variada fauna entre los que destacan más de doce especies de aves (patos, ajoyas, choqas, gallaretas, pariguanas, garzas, gaviotas, flamencos andinos, pillcuycos, mayoalccos, churchus, tactacas, ccopos), y algunas especies de peces (pejerrey, carpas, huitas, ccarachis y ch’iñis).

## Importancia
Forma parte del circuito turístico Cuatro Lagunas, y es uno de los atractivos naturales más importantes de la provincia de Acomayo. Y es un sitio ideal para la observación de aves, pesca deportiva, observación de flora y fauna, senderismo, camping, y la práctica de deportes de aventura en aguas planas.
Además, se tiene registro en el área de 11 aves endémicas.